# Ceriana schwarzi
Ceriana schwarzi är en tvåvingeart som först beskrevs av Shannon 1925. Ceriana schwarzi ingår i släktet griffelblomflugor, och familjen blomflugor.
Artens utbredningsområde är Panama. Inga underarter finns listade i Catalogue of Life.